# Jemal Tabidze
Jemal Tabidze, detto Jimmy (geo. ჯიმი ტაბიძე; Samtredia, 18 marzo 1996), è un calciatore georgiano, difensore della Dinamo Machačkala e della nazionale georgiana.

## Statistiche

### Presenze e reti nei club
Statistiche aggiornate al 16 maggio 2021.
| Stagione        | Squadra         | Campionato      | Campionato | Campionato | Coppe nazionali | Coppe nazionali | Coppe nazionali | Coppe continentali | Coppe continentali | Coppe continentali | Altre coppe | Altre coppe | Altre coppe | Totale | Totale | Totale |
| Stagione        | Squadra         | Comp            | Pres       | Reti       | Comp            | Pres            | Reti            | Comp               | Pres               | Reti               | Comp        | Pres        | Reti        | Pres   | Reti   |        |
| --------------- | --------------- | --------------- | ---------- | ---------- | --------------- | --------------- | --------------- | ------------------ | ------------------ | ------------------ | ----------- | ----------- | ----------- | ------ | ------ | ------ |
| gen.-giu. 2017  | Ural            | PL              | 3          | 0          | CR              | 1               | 0               | -                  | -                  | -                  | -           | -           | -           | 4      | 0      |        |
| 2017-2018       | Ufa             | PL              | 20         | 0          | CR              | 1               | 0               | -                  | -                  | -                  | -           | -           | -           | 21     | 0      |        |
| 2018-2019       | Ufa             | PL              | 12         | 0          | CR              | 1               | 0               | UEL                | 6                  | 0                  | -           | -           | -           | 19     | 0      |        |
| 2019-2020       | Ufa             | PL              | 25         | 1          | CR              | 1               | 0               | -                  | -                  | -                  | -           | -           | -           | 26     | 1      |        |
| 2020-2021       | Ufa             | PL              | 22         | 0          | CR              | 2               | 0               | -                  | -                  | -                  | -           | -           | -           | 24     | 0      |        |
| Totale Ufa      | Totale Ufa      | Totale Ufa      | 79         | 1          |                 | 5               | 0               |                    | 6                  | 0                  |             | -           | -           | 81     | 1      |        |
| Totale carriera | Totale carriera | Totale carriera | 82         | 1          |                 | 6               | 0               |                    | 6                  | 0                  |             | -           | -           | 94     | 1      |        |

### Cronologia presenze e reti in nazionale
| Cronologia completa delle presenze e delle reti in nazionale ― Georgia | Cronologia completa delle presenze e delle reti in nazionale ― Georgia | Cronologia completa delle presenze e delle reti in nazionale ― Georgia | Cronologia completa delle presenze e delle reti in nazionale ― Georgia | Cronologia completa delle presenze e delle reti in nazionale ― Georgia | Cronologia completa delle presenze e delle reti in nazionale ― Georgia | Cronologia completa delle presenze e delle reti in nazionale ― Georgia | Cronologia completa delle presenze e delle reti in nazionale ― Georgia |
| Data                                                                   | Città                                                                  | In casa                                                                | Risultato                                                              | Ospiti                                                                 | Competizione                                                           | Reti                                                                   | Note                                                                   |
| ---------------------------------------------------------------------- | ---------------------------------------------------------------------- | ---------------------------------------------------------------------- | ---------------------------------------------------------------------- | ---------------------------------------------------------------------- | ---------------------------------------------------------------------- | ---------------------------------------------------------------------- | ---------------------------------------------------------------------- |
| 23-1-2017                                                              | Abu Dhabi                                                              | Uzbekistan                                                             | 2 – 2                                                                  | Georgia                                                                | Amichevole                                                             | -                                                                      | 89’                                                                    |
| 25-1-2017                                                              | Burgas                                                                 | Georgia                                                                | 0 – 1                                                                  | Giordania                                                              | Amichevole                                                             | -                                                                      |                                                                        |
| 28-3-2017                                                              | Tbilisi                                                                | Georgia                                                                | 5 – 0                                                                  | Lettonia                                                               | Amichevole                                                             | -                                                                      | 78’                                                                    |
| 7-6-2017                                                               | Tbilisi                                                                | Georgia                                                                | 3 – 0                                                                  | Saint Kitts e Nevis                                                    | Amichevole                                                             | -                                                                      | 84’                                                                    |
| 11-6-2017                                                              | Chișinău                                                               | Moldavia                                                               | 2 – 2                                                                  | Georgia                                                                | Qual. Mondiali 2018                                                    | -                                                                      |                                                                        |
| 27-3-2018                                                              | Tbilisi                                                                | Georgia                                                                | 2 – 0                                                                  | Estonia                                                                | Amichevole                                                             | 1                                                                      |                                                                        |
| 15-11-2018                                                             | Andorra La Vella                                                       | Andorra                                                                | 1 – 1                                                                  | Georgia                                                                | UEFA Nations League 2018-2019 - 1º turno                               | -                                                                      |                                                                        |
| 23-3-2019                                                              | Tbilisi                                                                | Georgia                                                                | 0 – 2                                                                  | Svizzera                                                               | Qual. Euro 2020                                                        | -                                                                      | 61’                                                                    |
| 5-9-2019                                                               | Istanbul                                                               | Georgia                                                                | 2 – 2                                                                  | Corea del Sud                                                          | Amichevole                                                             | -                                                                      |                                                                        |
| 8-9-2019                                                               | Tbilisi                                                                | Georgia                                                                | 0 – 0                                                                  | Danimarca                                                              | Qual. Euro 2020                                                        | -                                                                      |                                                                        |
| 12-10-2019                                                             | Tbilisi                                                                | Georgia                                                                | 0 – 0                                                                  | Irlanda                                                                | Qual. Euro 2020                                                        | -                                                                      |                                                                        |
| 7-10-2020                                                              | Tbilisi                                                                | Georgia                                                                | 1 – 0                                                                  | Bielorussia                                                            | Qual. Euro 2020                                                        | -                                                                      | 82’                                                                    |
| 14-10-2020                                                             | Skopje                                                                 | Macedonia del Nord                                                     | 1 – 1                                                                  | Georgia                                                                | UEFA Nations League 2020-2021 - 1º turno                               | -                                                                      |                                                                        |
| 18-11-2020                                                             | Tbilisi                                                                | Georgia                                                                | 0 – 0                                                                  | Estonia                                                                | UEFA Nations League 2020-2021 - 1º turno                               | -                                                                      |                                                                        |
| 28-3-2023                                                              | Batumi                                                                 | Georgia                                                                | 1 – 1                                                                  | Norvegia                                                               | Qual. Euro 2024                                                        | -                                                                      | 59’                                                                    |
| Totale                                                                 |                                                                        | Presenze                                                               | 15                                                                     |                                                                        | Reti                                                                   | 1                                                                      |                                                                        |